# Swetlana Sergejewna Druschinina

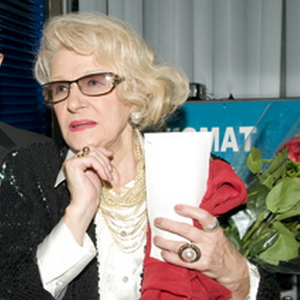
Swetlana Sergejewna Druschinina bei der Filmpremiere Wiwat. Anna! 2009

Swetlana Sergejewna Druschinina (russisch Светлана Сергеевна Дружинина; * 16. Dezember 1935 in Moskau) ist eine sowjetische bzw. russische Filmschauspielerin, Filmregisseurin, Drehbuchautorin und Filmproduzentin.

## Leben
Druschinina, Tochter eines Chauffeurs und einer Kindergärtnerin, kam mit 11 Jahren in eine Zirkus-Schule, wo sie ein Jahr lang in der Akrobatik-Gruppe lernte. Später kam sie in die Choreografie-Schule beim Stanislawski- und Nemirowitsch-Dantschenko-Musiktheater. In der Choreografie-Schule des Bolschoi-Theaters schloss sie 1955 ihre Ausbildung ab. Aufgrund einer Armverletzung konnte der Ballettunterricht nicht abgeschlossen werden.
Als Filmschauspielerin debütierte Druschinina 1955 in Samson Samsonows Film Sa witrinoi univermaga (Hinter dem Kaufhaus-Schaufenster) der Mosfilm-Organisation.
Am Allrussischen Staatlichen Institut für Kinematographie (WGIK) in der Schauspieler-Fakultät studierte Druschinina bei Olga Pyschowa und Boris Bibikow mit Abschluss 1960. Mit ihr studierten dort Sopiko Tschiaureli, Ariadna Schengelaja und Leonid Kurawljow.
Das Studium in der Regisseur-Fakultät des WGIK bei Igor Talankin schloss Druschinina 1969 mit der Verteidigung ihres Diplomarbeitsfilms Sinka (zusammen mit Walentin Popow) nach einer Kurzgeschichte Wiktor Lichonossows erfolgreich ab.
Druschinina arbeitete nun als Regisseurin im Mosfilm-Filmstudio. Ihr erster Spielfilm Ispolnenija schelanij (Erfüllung der Wünsche) (1973) war die Verfilmung des gleichnamigen Romans von Weniamin Kawerin, der auch das Drehbuch geschrieben hatte. Sie verfilmte 1980 Gennadi Glakows Musical Dulsineja Tobosskaja nach dem gleichnamigen Theaterstück Alexander Wolodins, das Don Quijotes Abenteuer fortführt.
Ein großer Erfolg war Druschininas vierteiliger Mantel-und-Degen-Fernsehfilm Gardemariny, wperjod! (Gardemarins, vorwärts!) (1987), für den sie selbst das Drehbuch geschrieben hatte. Die Grundlage des Films war Nina Sorotokinas Abenteuerroman Die Drei aus der Steuermannsschule, der die Erlebnisse dreier Gardemarins im Russland der 1740er Jahre mit Verwicklung in eine Intrige zu Beginn der Regierung der Kaiserin Elisabeth schildert. Es folgten Wiwat, gardemariny! (1991) und Gardemariny III (1992). Erst später kehrte sie nun auch als Filmproduzentin zu den Gardemarins zurück: Gardemariny 1787. Mir (Frieden) und Gardemariny 1787. Woina (Krieg). Die Nähe zu den Drei Musketieren ist unverkennbar.
Als Drehbuchautorin und Regisseurin gestaltete Druschinina die Fernsehfilmreihe Tainy dworzownych pereworotow. Rossija, Wek XVIII (Die Geheimnisse der Palastrevolutionen im Russland des 18. Jahrhunderts) über die schwierigen Schicksale der russischen Kaiserinnen. Geschildert werden die Machtkämpfe nach dem Tod Peters I. zur Einsetzung der Kaiserin Katharina I. (1. Film: Saweschtschanije Imperatora (Das Testament des Kaisers), 2000), die Verschwörung gegen Alexander Menschikow (2. Film: Saweschtschanije Imperatriza (Das Testament der Kaiserin), 2000), die Einsetzung Peters II., (3. Film: Ja – Imperator (Ich bin der Kaiser), 2001), den Sturz Alexander Menschikows (4. Film: Padenije Goliafa (Der Sturz Goliaths), 2002), die Verlobung Peters II. (5. Film: Wtoraja newesta imperatora (Die 2. Braut des Kaisers), 2003), den Tod Peters II. (6. Film: Smert junogo Imperatora (Der Tod des jungen Kaisers), 2008), die Inthronisierung Annas (7. Film: Wiwat, Anna!! (Es lebe Anna!), 2008) und die Heirat Anna Leopoldownas (8. Film: Ochota na prinzessu (Die Jagd nach der Prinzessin), 1. Teil 2011, 2. Teil 2013).
Für die Unterstützung der Annexion der Krim 2014 unterschrieb Druschinina einen entsprechenden Brief der Kulturschaffenden an den Präsidenten Putin. Bei der Dumawahl 2021 war sie eine Vertrauensperson der Partei Gerechtes Russland. Sie unterstützte den Russischen Überfall auf die Ukraine 2022.
Druschinina ist seit 1958 mit dem Kameraoperateur Anatoli Mukassei (* 1938) verheiratet. Ihr Sohn Anatoli starb 1978 durch Suizid. Ihr jüngerer Sohn Michail (* 1966) wurde Filmproduzent.

## Ehrungen, Preise
- Verdiente Kunstschaffende der RSFSR (1989)
- Volkskünstlerin der Russischen Föderation (2001)[8]
- Orden der Ehre (2006)[9]
- Orden der Freundschaft (2012)[10]
- Preis des 42. Internationalen Filmfestivals Moskau (2020)[11]
- Verdienstorden für Kultur und Kunst (2024)[12]